# Strandby Kirke
Strandby Kirke är en kyrkobyggnad i Strandby i Region Nordjylland i Danmark, som tillhör Ålborgs stift inom Danska folkkyrkan. Den ritades av Jacob Blegvad och invigdes 1966 som en filialkyrka till Elling Kirke.
Själva kyrkolokalen ligger i en separat äggformad byggnadskropp med den spetsiga delen av ägget mot öster, med altaret. Söder om denna finns en annan byggnadskropp med torn och församlingsrum. Kyrkans tak har en konstruktion, som är baserad på en hyperbolisk paraboloid. Taket vilar på en böjd bjälke av limträ, som är svängd väster. Byggnaden är uppförd i tegel, som vitkalkats, och har tjärpapp på taket. Runt om i tegelväggen finns ljusintag  fördelade till synes slumpartat, och i dessa finns råglassten i olika färger.

## Bildgalleri

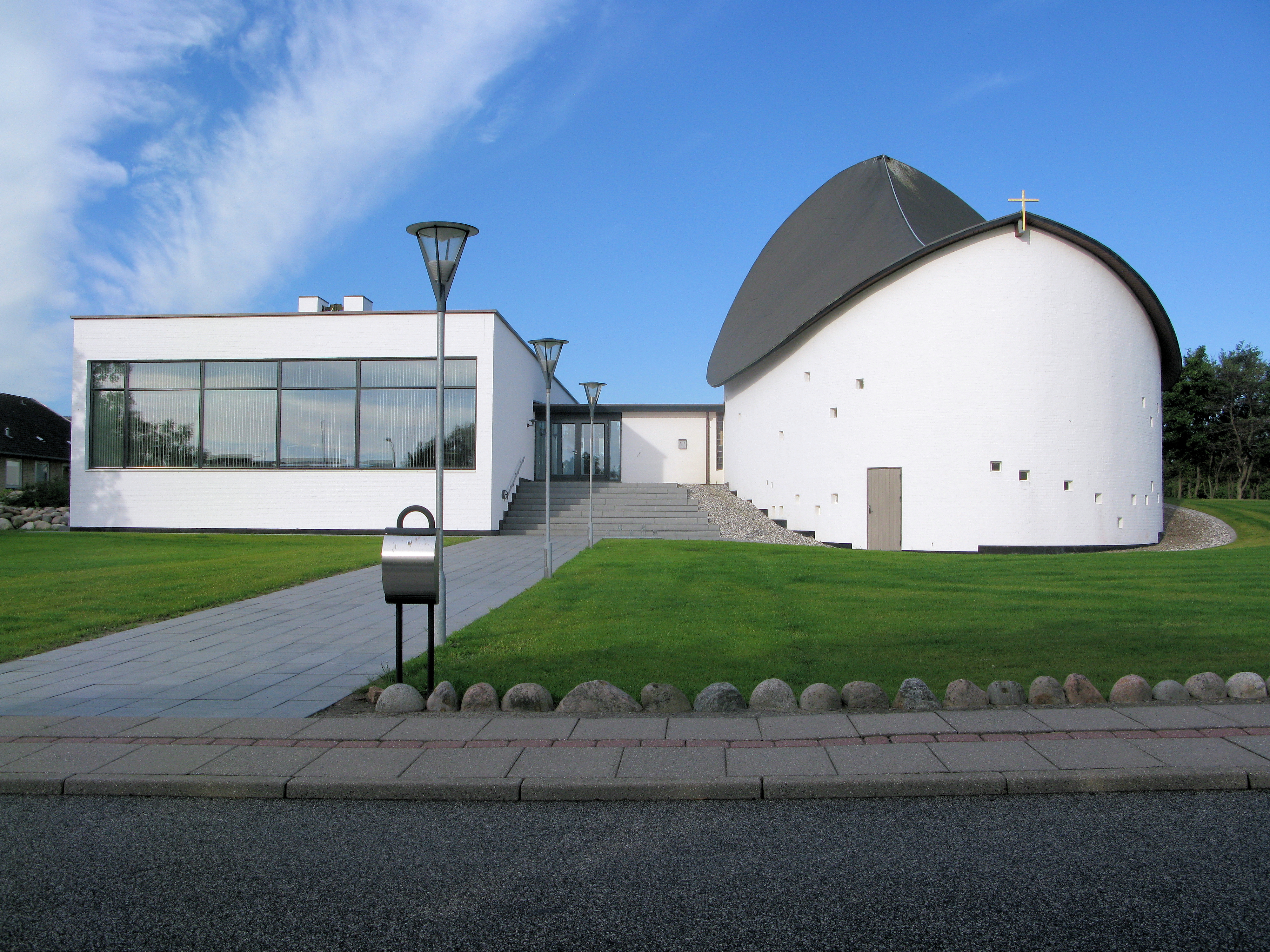
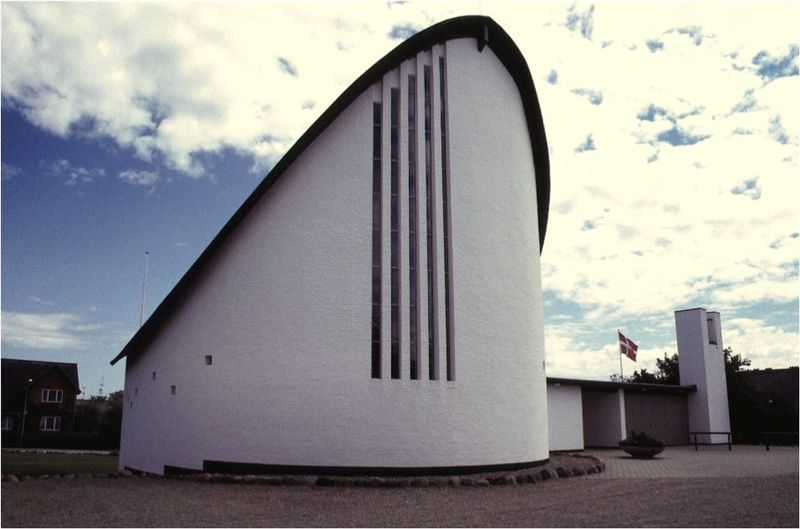
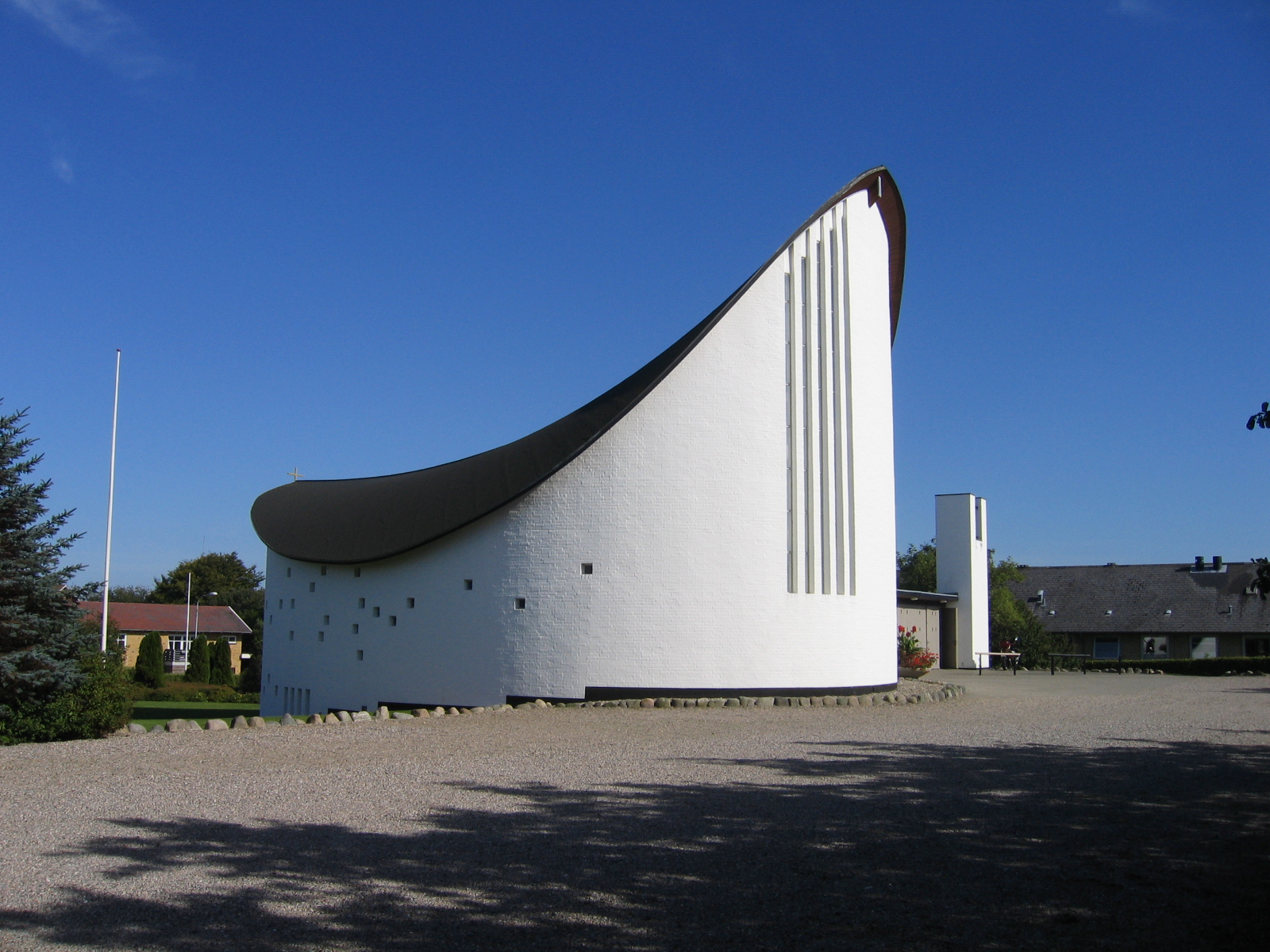
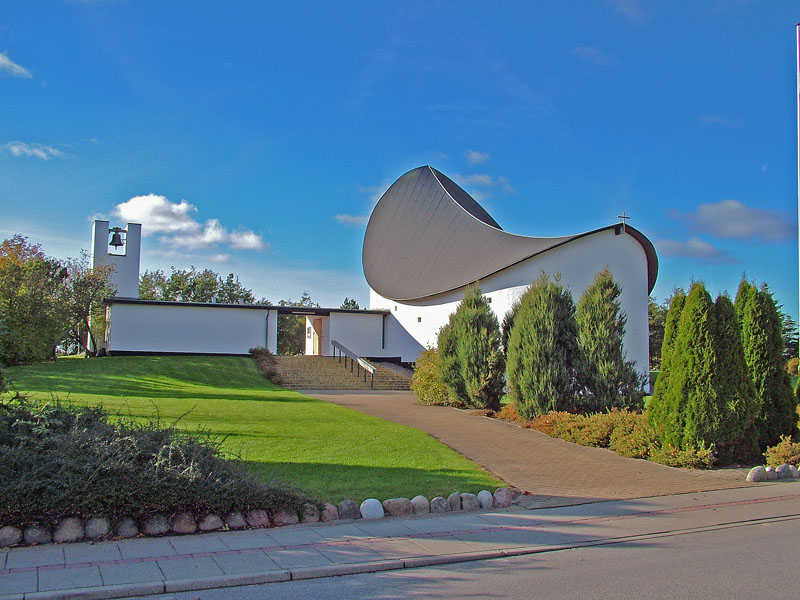
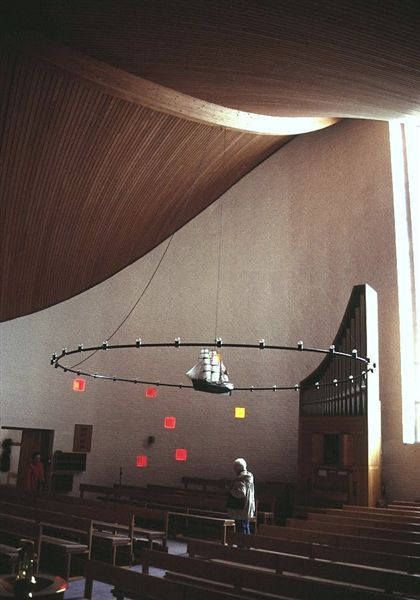